# Callitettix versicolor
Callitettix versicolor is een halfvleugelig insect uit de familie schuimcicaden (Cercopidae). De wetenschappelijke naam van deze soort is voor het eerst geldig gepubliceerd in 1794 door Fabricius.

## Ecologie
C. versicolor leeft voornamelijk van grassen. Ze kunnen voor economische schade zorgen op landbouwgewassen als rijst, suikerriet en maïs. In het laboratorium kunnen ze ook op boon worden gekweekt.

## Verspreiding
Callitettix versicolor komt voor in het Oriëntaalse gebied. Het verspreidingsgebied omvat India, Nepal, China, Myanmar, Thailand, Laos, Cambodja, Vietnam en Maleisië.